# Nueva Q
Radio Nueva Q es una emisora de radio peruana. Su programación se basa en la cumbia nacional. Su propietario es CRP Radios.
Su estación principal es OCZ-4P FM, la cual transmite en la frecuencia 107.1 MHz de la banda FM de Lima. La emisora posee varias estaciones repetidoras a nivel nacional. Además, trasmite por internet.

## Historia

### Antecedentes
Anteriormente, en Lima, por la frecuencia 107.1 FM, se emitía Radio Inca Sat, emisora que tocaba canciones de géneros cumbia, folklore, merengue, technocumbia, chicha, huayno, saxocumbia y saya en los años 1990. La estación dejó de salir al aire en julio de 2007, cuando Corporación Radial del Perú (hoy CRP Radios), empresa que adquirió la radio en 1998, decidió cesar sus emisiones por FM debido a la baja sintonía que poseía la emisora, la cual sigue emitiendo en la frecuencia 540 AM de Lima hasta la actualidad. 
En julio de 2007, tras la salida de Inca Sat de la FM, Corporación Radial del Perú creó Top FM, dirigida al público juvenil del segmento A/B en su reemplazo para competir contra Viva FM y Studio 92. Su programación consistía de pop, rock, baladas, reguetón, salsa, merengue, electro y hip hop. Debido a su baja audiencia, solamente ha durado al aire 7 meses.

### Lanzamiento
El jueves 13 de marzo del 2008, Top FM es reemplazada por Radio Nueva Q FM, con programación de canciones de cumbia peruana e internacional debido a la popularidad de dicho género en el Perú gracias a un suceso mediáticamente fuerte: un año antes, el 13 de mayo de 2007, el conocido Grupo Néctar había sufrido un grave accidente automovilístico en Argentina en el que perdieron la vida todos los músicos, incluido su vocalista Johnny Orosco. Debido a este suceso, entre mediados de dicho año e inicios del siguiente, las radioemisoras de música variada del país empezaron a transmitir cumbia dentro de su programación como un homenaje. A pedido masivo de la audiencia, Nueva Q FM es la primera en emitir cumbia al 100 por ciento en su programación. Se vuelve la más escuchada en todo Lima y después en provincias. 
En abril del 2015, la estación acorta su nombre a Radio Nueva Q.
Según CPI, en 2020, cuenta con 3.15 millones de espectadores a la semana.
En octubre de 2023 empezó a transmitir lambadas y merengues en la programación, también los fines de semana y en las madrugadas el género chicha.
El 20 de noviembre de 2024, lanzó una repetidora en los 830 AM para Lima Metropolitana y Callao.

## Frecuencias

### Actuales
- Áncash – Casma – 106.3 FM

- Áncash – Chimbote – 107.3 FM

- Áncash – Huaraz – 93.3 FM
- Ancash  - Huari - 103.5 FM

- Apurímac – Abancay – 94.5 FM

- Arequipa – 94.3 FM

- Ayacucho – 94.5 FM

- Cajamarca – 96.1 FM

- Cajamarca – Chota – 98.1 FM

- Cajamarca – Jaén – 104.5 FM

- Cusco – 90.7 FM

- Cusco – Sicuani - 105.7 FM

- Cusco – Urubamba – 107.7 FM

- Huánuco – 93.7 FM

- Huánuco - Tingo María – 91.7 FM

- Ica – Chincha – 93.3 FM

- Ica – 105.9 FM

- Ica – Nasca – 94.3 FM

- Ica - Pisco – 93.3 FM

- Junín - Huancayo – 93.5 FM

- Junín - Tarma – 94.5 FM

- Junín – La Merced – 94.5 FM

- La Libertad - Trujillo – 106.5 FM

- La Libertad - Chocope – 93.9 FM

- Lambayeque - Chiclayo – 105.1 FM

- Lima - Barranca – 90.3 FM

- Lima - Cañete – 90.7 FM

- Lima – Cieneguilla – 101.7 FM

- Lima - Huacho – 102.9 FM

- Lima - Huaral– 105.3 FM

- Lima – 107.1 FM

- Lima - San Juan de Lurigancho – 90.1 FM - 107.1 FM

- Callao - Ventanilla – 98.7 FM - 107.1 FM

- Loreto - Iquitos – 98.1 FM

- Moquegua - Ilo – 94.3 FM

- Moquegua - Moquegua – 89.3 FM

- Pasco - Cerro de Pasco – 93.7 FM

- Piura – Huancabamba – 100.1 FM

- Piura - Máncora – 90.7 FM

- Piura - Paita – 90.9 FM

- Piura – 97.9 FM

- Piura - Sullana – 91.9 FM

- Piura - Talara – 98.9 FM

- Puno - Juliaca – 105.3 FM

- Puno – 105.7 FM

- San Martín - Tarapoto – 93.5 FM

- Tacna - Tacna – 105.9 FM

- Tumbes - Tumbes – 92.5 FM

- Ucayali - Pucallpa – 106.5 FM

### Anteriores
- Arequipa - 89.5 FM (Remplazada por Radio Moda)

- Huaral - 106.5 FM (Reemplazado por Radio Moda)

- Lima - 1360 AM (Anteriormente reemplazado por Radio Bienestar, Actualmente Sin Señal)

- Moquegua - 98.7 FM (Actualmente sin señal)

- Cerro de Pasco - 94.5 FM (anteriormente Radio Ritmo Romántica, actualmente Radio Moda)

- Tarapoto - 106.3 FM (Remplazado por Radio Moda)

- Tingo Maria - 105.3 FM (anteriormente Radio Ritmo Romántica, actualmente Radio Moda)